# Friedrich Gottlob Endler
Friedrich Gottlob Endler (* 12. März 1763 in Lüben, Kreis Lüben; † 7. Juli 1822 in Breslau, Provinz Schlesien) war ein deutscher Kupferstecher. Endler hat wie kein anderer Künstler die Vielfalt der schlesischen Kulturlandschaft in graphischen Blättern festgehalten.

## Leben
Friedrich Gottlob war der Sohn eines Ziergärtners. Sein Vater wollte, dass er ebenfalls Gärtner wurde, aber seine Neigung lag mehr auf der künstlerischen Seite. Der Vater konnte Friedrich Gottlob keine Ausbildung bei einer Kunstakademie finanzieren, suchte aber für ihn Privatlehrer. Da Friedrich Gottlob dort aber kaum eine fachgerechte Ausbildung erhielt, sondern seine Arbeitskraft ausgenutzt wurde, übernahm er eine Anstellung als Bauleiter bei Carl Gotthard Langhans. Für ihn führte er einige Bauten in Schlesien aus. Da Friedrich Gottlob mehrfach erfolglos bei Langhans nach einer Gehaltserhöhung ansuchte, kündigte er schließlich diese Anstellung und wurde freiberuflicher Zeichner.
In den letzten Lebensjahren war Endler häufig von lang anhaltenden Nervenkrankheiten der Hände geplagt, die es ihm unmöglich machten, zu zeichnen. Er starb verarmt.

## Werk
Friedrich Gottlob war ein Autodidakt, der sich seine Kenntnisse und künstlerischen Fähigkeiten selbst erarbeitete. Endlers Werk umfasst, abgesehen von frühen Tieraquarellen, ausschließlich graphische Blätter in der Tiefdrucktechnik. Zwischen 1786 und 1822 entstanden zahllose Radierungen, Kupferstiche und Aquatinta, die in einzigartiger Weise das Bild Schlesiens vermitteln, wie es Johann Wolfgang von Goethe bei seiner Reise durch dieses „zehnfach interessante Land“ erlebte.
Endlers Radierungen halten das Bild Schlesiens in den frühesten authentischen Darstellungen fest. Sie sind über ihre künstlerische Aussage hinaus unverzichtbare, oft einzigartige Zeugnisse vergangener schlesischer Kulturleistungen. Sie zeigen die noch heile Welt zum Beginn des 19. Jahrhunderts, den Reiz und die landschaftliche Vielfalt dieser Provinz und den geheimnisvollen Zauber ihrer Gebirge.